# Meg Munn
Margaret Patricia Munn (née le 24 août 1959) est une femme politique britannique. Elle est députée britannique de Sheffield Heeley de 2001 à 2015.

## Jeunesse et Carrière
Munn est allé à l'école primaire Mundella sur Mundella Place à Norton Woodseats puis à l'école Rowlinson sur Dyche Lane à Jordanthorpe, Sheffield de 1970 à 1977 .
Elle étudie les langues à l'Université d'York et obtient un BA (avec distinction) en 1981, puis une maîtrise en travail social à l'Université de Nottingham en 1986. Munn obtient un certificat et un diplôme en études de gestion de l'Open University et en 2012, il devient le premier député à obtenir le statut de gestionnaire agréé par le Chartered Management Institute, devenant par la suite membre de l'Institut.
Elle travaille comme assistante sociale pour le conseil du comté de Berkshire de 1981 à 1984, comme travailleur social pour le Nottinghamshire County Council de 1986 à 1990, puis comme travailleur social principal de 1990 à 1992; directrice de district pour les services sociaux du Barnsley Metropolitan Borough Council de 1992 à 1996, directrice des services aux enfants pour le Wakefield Metropolitan Borough Council de 1996 à 1999; et directrice adjointe du City of York Council Children's Services de 1999 à 2000.
Elle rejoint le Parti travailliste à quinze ans et est conseillère au conseil municipal de Nottingham de 1987 à 1991. Munn est membre du conseil régional de Barnsley du Co-operative Group, la plus grande société coopérative du Royaume-Uni, et du comité de gestion de Wortley Hall, un centre de conférence coopératif national. Elle est élue présidente du Congrès des coopératives en 2006 . Elle est membre de l'USDAW, du Parti travailliste et du Parti coopératif.

## Députée

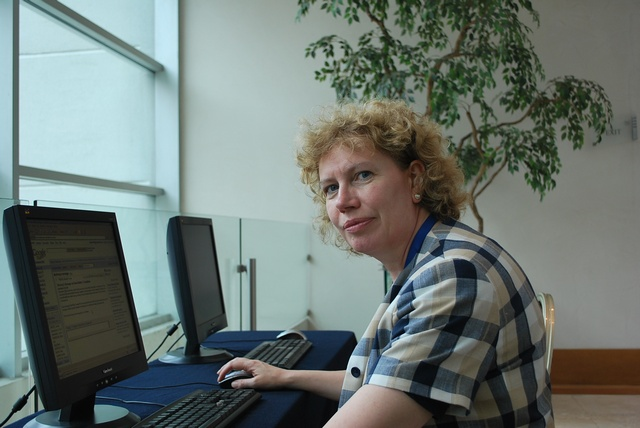
Munn participant à la conférence 2009 sur la gouvernance progressive du Policy Network.

En tant que député d'arrière-ban, elle siège au comité de l'éducation et des compétences de 2001 à 2003 et au comité de la procédure de 2001 à 2002. Elle est étroitement impliquée dans la loi de 2002 sur l'adoption et les enfants. Elle est présidente du Comité des femmes du Parti travailliste parlementaire (2003-2005) et présidente du Groupe coopératif parlementaire (2004-2005). Elle est vice-présidente des Amis travaillistes d'Israël, vice-présidente du groupe Progress  et présidente du groupe multipartite de la voix parlementaire.
Munn est secrétaire parlementaire privé au ministère de l'Éducation et des Compétences de juillet 2003 à 2004, puis continue à être SPP au ministère rattaché au ministre d'État à l'Éducation jusqu'en mai 2005 . Elle est ministre des Femmes et de l'Égalité au sein du ministère des Communautés et des Gouvernements locaux de mai 2005 à juin 2007. Munn introduit des partenariats civils au Royaume-Uni en décembre 2005. Elle est responsable de la loi sur l'égalité de 2006 et impliquée dans la loi de 2006 sur le travail et la famille. Elle crée la Commission pour l'égalité et les droits de l'homme. Elle n'a pas été en mesure d'accepter un salaire ministériel, car le nombre maximum de ministres payés avait été nommé. Cela a été critiqué par l'opposition .
Le 29 juin 2007, Munn est nommée sous-secrétaire d'État aux Affaires étrangères au ministère des Affaires étrangères et du Commonwealth. Elle est responsable des territoires d'outre-mer, de l'Asie du Sud-Est, de l' Australie, de la Nouvelle-Zélande et des Caraïbes et de l'Amérique centrale, entre autres. Elle démissionne du gouvernement en octobre 2008.
Elle est présidente de la Westminster Foundation for Democracy, financée par le gouvernement britannique, d'octobre 2008 à juillet 2010, et vice-présidente de juillet 2010 à octobre 2012. Avec la Fondation, Munn travaille au Moyen-Orient et en Afrique du Nord, dirigeant des ateliers et encadrant des parlementaires en Égypte, dans la région du Kurdistan en Irak, au Maroc et en Jordanie. La Fondation a été créée en 1992 pour promouvoir la démocratie principalement en Europe de l'Est, au Moyen-Orient et en Afrique.
Munn a fermement soutenu le projet du gouvernement de participer à des frappes militaires contre le gouvernement syrien à la suite d'une attaque aux armes chimiques à Ghouta lors du vote du 29 août 2013, contrairement à la position du Parti travailliste ,. Elle est l'un des quatre députés travaillistes qui n'ont pas voté contre la motion du gouvernement, que le gouvernement a perdue . Finalement, un accord négocié est conclu pour éliminer les armes chimiques de la Syrie.

## Carrière après le Parlement
Elle est la première présidente indépendante du Panel national de sauvegarde de l'Église d'Angleterre, Pro Chancelière et vice-présidente du conseil des gouverneurs de l'Université de Sheffield Hallam, présidente du British Council et directrice non-exécutive de l'Autorité des services téléphoniques payants. Elle est directrice non exécutive du groupe Esh (2015-18).
Elle est également consultante en gouvernance internationale avec un accent sur les processus parlementaires, le développement des partis politiques, l'intégration de la dimension de genre et le leadership des femmes. Elle est la rédactrice principale du Compendium de bonnes pratiques pour la promotion de la participation politique des femmes dans la région de l'OSCE, Bureau des institutions démocratiques et des droits de l'homme (2016).
Elle est la marraine de la Women's Engineering Society et a édité Building the future: women in construction, Smith Institute (2014) et Unlocking Potential: perspectives on women in science, engineering & technology, Smith Institute (2011).

## Vie privée
Elle parle couramment l'allemand et le français, l'italien et l'espagnol conversationnels et apprend l'arabe et le swahili de base. Munn est un membre actif de l'Église méthodiste depuis 30 ans. Elle est mariée à Dennis Bates.